# Cabas-Loumassès
Cabas-Loumassès korábbi község Franciaországban, Gers megyében. Lakosainak száma 48 fő (2022. január 1.). Cabas-Loumassès Bézues-Bajon, Aussos, Arrouède, Manent-Montané és Saint-Blancard községekkel határos.
2025. január 1-jén három másik korábbi községgel egyesült és az így létrejött Cap d’Astarac új község része lett.

## Népesség
A település népességének változása:
| Lakosok száma | 90   | 72   | 56   | 48   | 52   | 51   | 52   | 51   | 50   | 48   |
|               | 1968 | 1982 | 1990 | 2006 | 2013 | 2015 | 2017 | 2019 | 2020 | 2022 |